# Prayagraj (Distrikt)
Der Distrikt Prayagraj (Hindi: इलाहाबाद जिला), bis 2018 Distrikt Allahabad (Hindi: इलाहाबाद जिला, Urdu ضلع الہ آباد), ist ein Distrikt des indischen Bundesstaats Uttar Pradesh. Verwaltungszentrum ist die Millionenstadt Prayagraj (Allahabad).

## Geografie

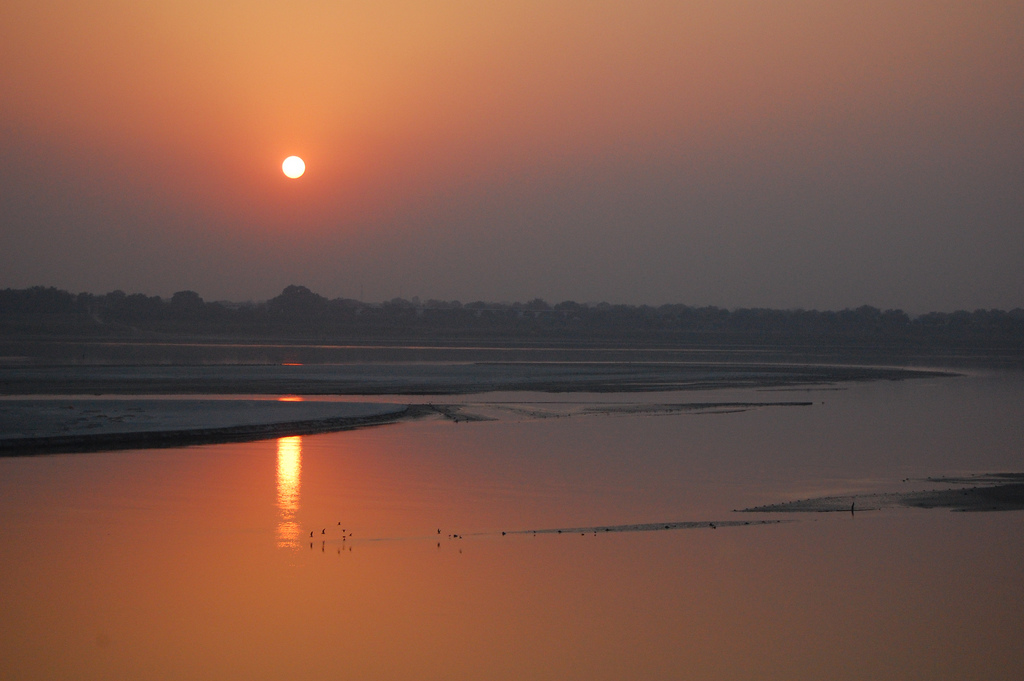
Der Ganges nahe Prayagraj

Der Distrikt Prayagraj liegt im Süden Uttar Pradeshs und gehört zur Division Prayagraj. Nachbardistrikte sind Chitrakoot und Kaushambi im Westen, Pratapgarh im Norden, Jaunpur im Nordosten, Bhadohi im Osten, Mirzapur im Südosten sowie Rewa im Süden. Letzterer gehört bereits zum Nachbarbundesstaat Madhya Pradesh.
Das Distriktgebiet hat eine Fläche von 5482 km² und umfasst das Gebiet links und rechts der Flüsse Ganges und Yamuna, die sich bei Prayagraj vereinigen. Außerdem mündet im Distrikt Prayagraj der aus südlicher Richtung kommende Fluss Tamsa (Tons) in den Ganges. Der nördliche Teil des Distrikts gehört zur Gangesebene und ist gänzlich flach, nach Süden hin steigt das Gelände zum Vindhya-Plateau hin an und ähnelt landschaftlich bereits der angrenzenden Bundelkhand-Gegend.
Der Distrikt Prayagraj ist in die acht Tehsils Koraon, Soraon, Meja, Handia, Phulpur, Bara, Sadar und Karchhana unterteilt.

## Geschichte
Der Distrikt Allahabad wurde von den Briten eingerichtet, nachdem der Nawab von Oudh das Territorium 1801 an Britisch-Indien abgetreten hatte. 1826 kam ein Teil des Gebiets zum Distrikt Fatehpur. Während der britischen Herrschaftszeit war der Distrikt Teil der Ceded and Conquered Provinces (ab 1836 Northwestern Provinces), die 1902 zu einem Teil der United Provinces of Agra and Oudh wurden. Nach der indischen Unabhängigkeit 1947 ging aus den United Provinces der Bundesstaat Uttar Pradesh hervor. 1997 löste sich der westliche Teil des Distriktgebiets als Distrikt Kaushambi aus dem Distrikt Allahabad.
2018 wurde sowohl der Distrikt, als auch die namensgebende Stadt in Prayagraj umbenannt.

## Bevölkerung
Nach der indischen Volkszählung 2011 hat der Distrikt Prayagraj 5.954.391 Einwohner. Damit ist er der einwohnerstärkste Distrikt Uttar Pradeshs. Zwischen 2001 und 2011 wuchs die Einwohnerzahl um 21 Prozent und damit etwa gleich schnell wie im Mittel des Bundesstaates (20 Prozent). Die Bevölkerungsdichte liegt mit 1086 Einwohnern pro km² über dem ohnehin schon hohen Durchschnitt Uttar pradeshs von 829 Einwohnern je km². Mit der Millionenstadt Prayagraj beherbergt der Distrikt die siebtgrößte Stadt Uttar Pradeshs. Gleichwohl liegt der Verstädterungsgrad mit 25 Prozent nur unwesentlich über dem Durchschnitt des Bundesstaates (22 Prozent). Die Alphabetisierungsrate ist mit 72 Prozent höher als im Mittelwert Uttar Pradeshs (68 Prozent) und entspricht fast genau dem gesamtindischen Durchschnitt (73 Prozent).
Unter den Einwohnern des Distrikts Prayagraj stellen Hindus nach der Volkszählung 2001 mit 87 Prozent die Mehrheit. Daneben gibt es eine muslimische Minderheit von 13 Hundertstel.

## Städte
| Stadt                  | Einwohner (2011) |
| ---------------------- | ---------------- |
| Prayagraj              | 1.168.385        |
| Allahabad Cantonment   | 26.944           |
| Bharatganj             | 16.345           |
| Chak Imam Ali          | 4.641            |
| Handia                 | 21.798           |
| Jhusi                  | 13.878           |
| Jhusi Kohna            | 20.023           |
| Koraon                 | 14.821           |
| Lal Gopalganj Nindaura | 28.288           |
| Mau Aima               | 19.645           |
| Phulpur                | 22.998           |
| Shankargarh            | 17,785           |
| Sirsa                  | 12,686           |